# RoboCop 3 (datorspel)
RoboCop 3 är ett plattformsspel-datorspel baserat på 1993-filmen med samma namn. Spelet släpptes för flera plattformar.

### Fotnoter
1. ↑   Nintendo Power. http://archive.org/details/Nintendo_Power_Issue001-Issue127. Läst 2 juli 2021